# Wichita Skyhawks
Die Wichita Skyhawks waren eine US-amerikanische Eishockeymannschaft aus Wichita, Kansas. Die Mannschaft spielte von 1935 bis 1940 in der American Hockey Association.  

## Geschichte
Das Franchise wurde 1935 als Expansionsteam der American Hockey Association gegründet. Größter Erfolg der Franchisegeschichte war das Erreichen der ersten Playoff-Runde in der Saison 1937/38, während man in den übrigen vier Spielzeiten jeweils die Playoffs verpasste. Im Anschluss an die Saison 1939/40 stellte die Mannschaft den Spielbetrieb ein.   